# صالة بورت دو لا شابيل
صالة بورت دو لا شابيل (تعرف أيضًا باسم صالة باريس 2، اما اسمها التجاري صالة أديداس ) عبارة عن قاعة نموذجية متعددة الأغراض تقع في حي الشابل في باريس ( 18 ). تم افتتاحها في 11 شباط 2024 ، وتتسع القاعة لـ 8 000 مقعد للأحداث الرياضية و 8 500 مقعد لعروض الحفلات الموسيقية. وهو مقر إقامة فريق باريس لكرة السلة ، وكذلك نادي باريس سان جيرمان لكرة اليد.
وكان من المقرر في البداية أن تستضيف أحداث المصارعة وبطولة كرة السلة التمهيدية للرجال في دورة الألعاب الأولمبية الصيفية 2024، لتستضيف بعدها فعاليات كرة الطاولة البارالمبية. إلا انه قرر ان تقام هناك فعاليات الريشة الطائرة ومن ثم الجمباز الإيقاعي ، تليها الريشة الطائرة البارالمبية ورفع الأثقال .